# Gol Marzanik
Gol Marzanik – wieś w Iranie, w ostanie Azerbejdżan Zachodni, w szahrestanie Bukan. W 2006 roku liczyła 434 mieszkańców.